# 人間総合科学大学
人間総合科学大学（にんげんそうごうかがくだいがく、英語: University of Human Arts and Sciences）は、埼玉県さいたま市岩槻区にある私立大学。略称は人科大（じんかだい）または、UHAS（ユーハス）。
サテライトキャンパスが東京都新宿区西早稲田にある。設立母体は学校法人早稲田医療学園である。

## 概観

### 大学全体
2000年に日本の私立大学では初めての通信制のみの大学として埼玉県さいたま市（当時：岩槻市）に開学し、2004年には大学院人間総合科学研究科（心身健康科学専攻 修士課程：通信制）、2005年には通学課程の健康栄養学科（管理栄養士養成課程）、2007年には大学院（心身健康科学専攻 博士後期課程：通信制）を開設した。
通信制の人間科学部人間科学科（現、心身健康科学科）は日本全国に約4000名の学生が在学しており、開学当初よりE-Learningを取り入れているのが特徴である。2009年には、大学院人間総合科学研究科博士後期課程（通信制）を開設し、E-Learningにより博士号（博士（心身健康科学））を取得できるようになった。

### 建学の精神
- 人間科学部人間科学科（現、心身健康科学科） - 生涯を通じて学ぶ教養育成（人間理解のための教養教育）
- 人間科学部ヘルスフードサイエンス学科 - 食育から食の安全・安心、食品・食材のリスク管理や食産業での総合マネジメントまでの総合的な知識・技術・実践力を持つ、社会に求められる人材を養成
- 人間科学部健康栄養学科 - 生活の質向上に貢献する管理栄養士の養成（総合的な人間理解に基づく健康・栄養教育）
- 大学院人間総合科学研究科 健康栄養科学専攻（修士課程） - 健康維持・増進に貢献する実践的な栄養・食の専門家の育成（栄養・食の心身の健康メカニズムの関係を追及）
- 大学院人間総合科学研究科 心身健康科学専攻（修士課程） - 心身健康の研究者・指導者の養成（心身健康に関わる専門的学識の教授と研究の遂行）
- 大学院人間総合科学研究科 心身健康科学専攻（博士課程） - 心身相関をキーコンセプトとする高度な研究遂行能力の養成（心身相関の学識の深化と自律的な研究の遂行）

## 沿革
- 1953年 東京カイロプラティック学院創設（本科、師範科）。
- 1972年 早稲田鍼灸専門学校を開校（東洋医療鍼灸学科）。
- 1973年 早稲田鍼灸専門学校、東京カイロプラティック学院を統合。
- 1976年 学校法人早稲田医療学園設置認可。専修学校専門課程認可。
- 1990年 早稲田医療専門学校に改称。
- 1991年 早稲田医療専門学校に義肢装具学科を開設。
- 1993年 早稲田医療技術専門学校を開校（看護学科、理学療法学科、作業療法学科）。
- 2000年 人間総合科学大学を開学（人間科学部人間科学科→ 現、心身健康科学科  通信制）。
- 2003年 人間総合科学大学に人間総合科学研究所を開設。早稲田医療専門学校の義肢装具学科を早稲田医療技術専門学校へ移転。
- 2004年 大学院人間総合科学研究科心身健康科学専攻（修士課程・通信教育課程）を開設。
- 2005年 人間科学部健康栄養学科（通学制）を開設。東京サテライトキャンパス（東京都千代田区。秋葉原クロスフィールド内 秋葉原ダイビル12階）を開設。
- 2007年 大学院人間総合科学研究科心身健康科学専攻（博士後期課程・通信教育課程）を開設。人間総合科学研究所を人間総合科学心身健康科学研究所に改称。早稲田医療技術専門学校に保健学科を開設。
- 2009年 大学院人間総合科学研究科健康栄養科学専攻（修士課程・通学制）を開設。早稲田医療専門学校を人間総合科学大学鍼灸医療専門学校に改称。人間総合科学大学鍼灸医療専門学校に臨床専攻科を設置。
- 2011年 人間総合科学大学に保健医療学部看護学科、リハビリテーション学科（理学療法学専攻、義肢装具学専攻）を開設
- 2012年 人間総合科学大学人間科学部人間科学科（現、心身健康科学科）に看護教員養成コースを設置。
- 2013年 東京サテライトキャンパスをお茶の水（東京都千代田区）へ移転。
- 2015年 今年度より人間総合科学大学鍼灸医療専門学校の学生募集を停止。
- 2016年 人間総合科学大学大学院人間総合科学研究科に臨床心理学専攻（修士課程・通信教育課程）を開設。
- 2017年 人間総合学大学人間科学部にヘルスフードサイエンス学科（通学制）を開設。人間科学部の人間科学科を心身健康科学科に改称。
- 2018年 人間総合科学大学鍼灸医療専門学校を廃止。
- 2019年 さいたま市と包括連携協定[2]。
- 2020年 人間総合科学大学大学院人間総合科学研究科の臨床心理学専攻（修士課程）を募集停止。

## 基礎データ

### 所在地
- 蓮田キャンパス（埼玉県さいたま市岩槻区大字馬込）
- 岩槻キャンパス（埼玉県さいたま市岩槻区大字太田）
- 東京サテライト（東京都新宿区西早稲田3-18-4）

### 象徴
- 校章

両翼を広げた鶴をシンボルとしている（デザインは重置高明）。

## 教育および研究

### 学部・学科
- 人間科学部

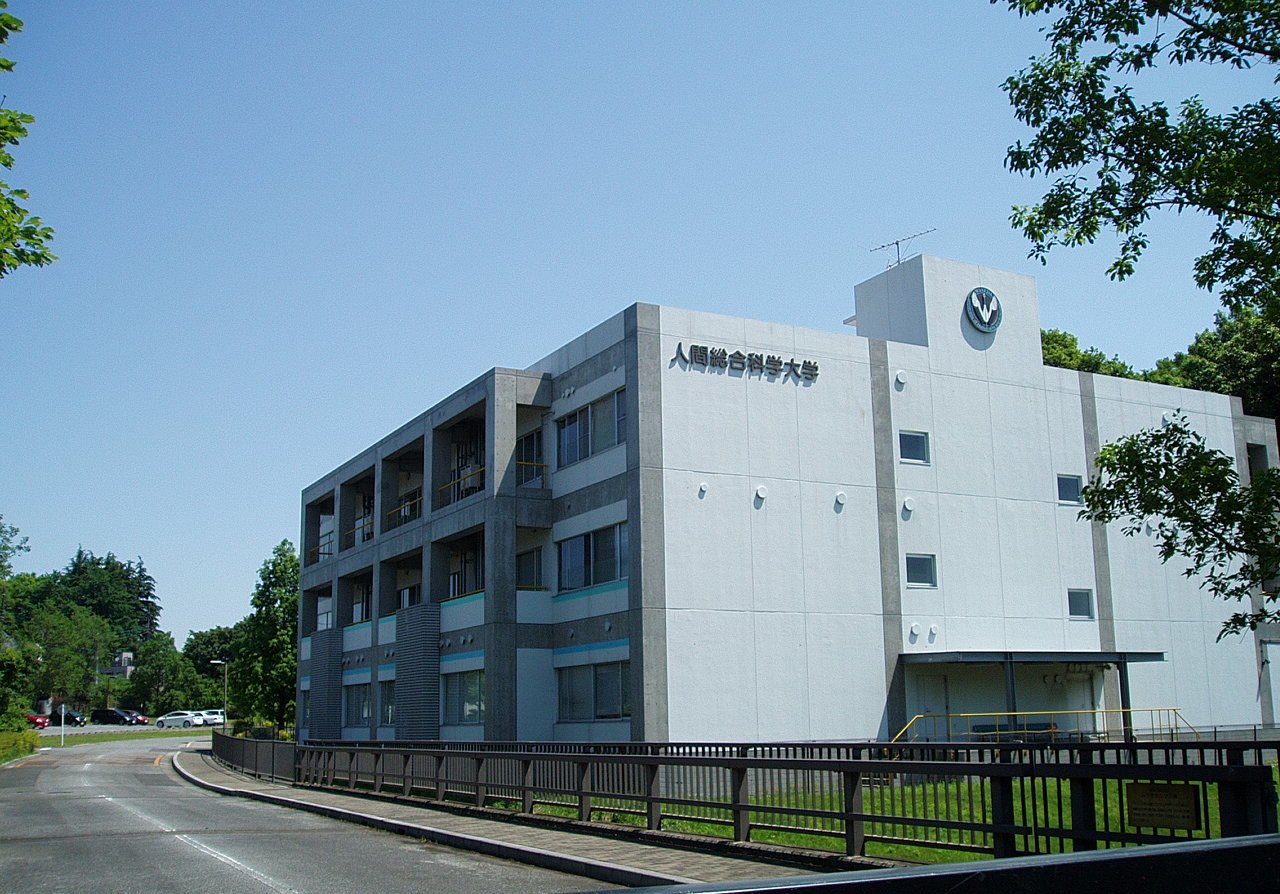
蓮田キャンパス栄養棟（人間科学部健康栄養学科）

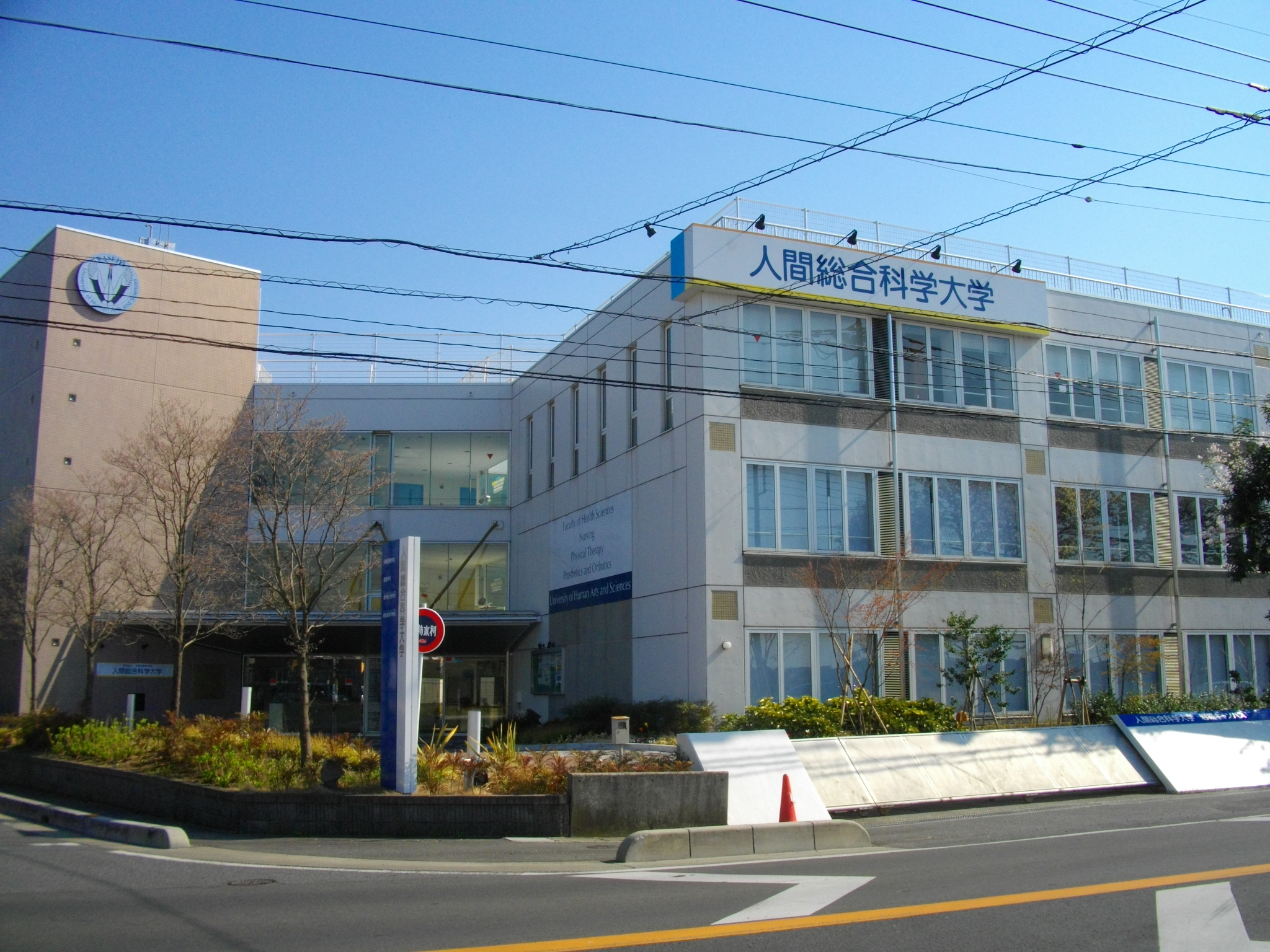
岩槻キャンパス（保健医療学部）

  - 人間科学科（現、心身健康科学科）通信制 - 授与学位：学士（人間科学）
  - ヘルスフードサイエンス学科 - 授与学位：学士（食品健康科学）
  - 健康栄養学科 - 学士（健康栄養学）
- 保健医療学部
  - 看護学科 - 学士（看護学）
  - リハビリテーション学科
    - 理学療法学専攻 - 学士（理学療法学）
    - 義肢装具学専攻 - 学士（義肢装具学）

### 大学院
- 人間総合科学研究科
  - 心身健康科学専攻（通信教育課程） - 授与学位：修士（心身健康科学）、博士（心身健康科学）
  - 健康栄養学専攻（修士課程のみ） - 修士（健康栄養学）

### 取得可能な資格・目指せる資格（受験資格を含む）
- 人間科学部人間科学科（現、心身健康科学科）
  - 養護教諭一種
  - 看護師・准看護師・保健師養成所専任教員
  - 認定心理士
  - 心身健康アドバイザー
  - 社会福祉主事
- 人間科学部ヘルスフードサイエンス学科
  - 食品衛生管理者
  - 食品衛生監視員
  - 健康食品管理士
  - 栄養士
- 人間科学部健康栄養学科
  - 栄養士（卒業時取得）
  - 管理栄養士国家試験受験資格
  - 食品衛生管理者
  - 食品衛生監視員
  - 栄養教諭一種
- 保健医療学部看護学科
  - 看護師国家試験受験資格
  - 保健師国家試験受験資格
- 保健医療学部リハビリテーション学科理学療法学専攻
  - 理学療法士国家試験受験資格
- 保健医療学部リハビリテーション学科義肢装具学専攻
  - 義肢装具士国家試験受験資格

## 附属機関

### 附属研究所
- 人間総合科学心身健康科学研究所（所長：福田潤、副所長：久住武。蓮田キャンパス内）

### その他
- 附属図書館

蓮田キャンパス、岩槻キャンパス（保健医療学部図書館）の双方に設置されている。
学生のみならず、通信学部科目履修生、学校法人早稲田医療学園に在籍する学生および教職員も利用できる。また、本学卒業者、他大学学生および教職員、15歳以上の一般人（利用申請者）、SALA（埼玉県大学短期大学図書館協議会）共通閲覧証も自由に利用できる。

## 施設

### キャンパス

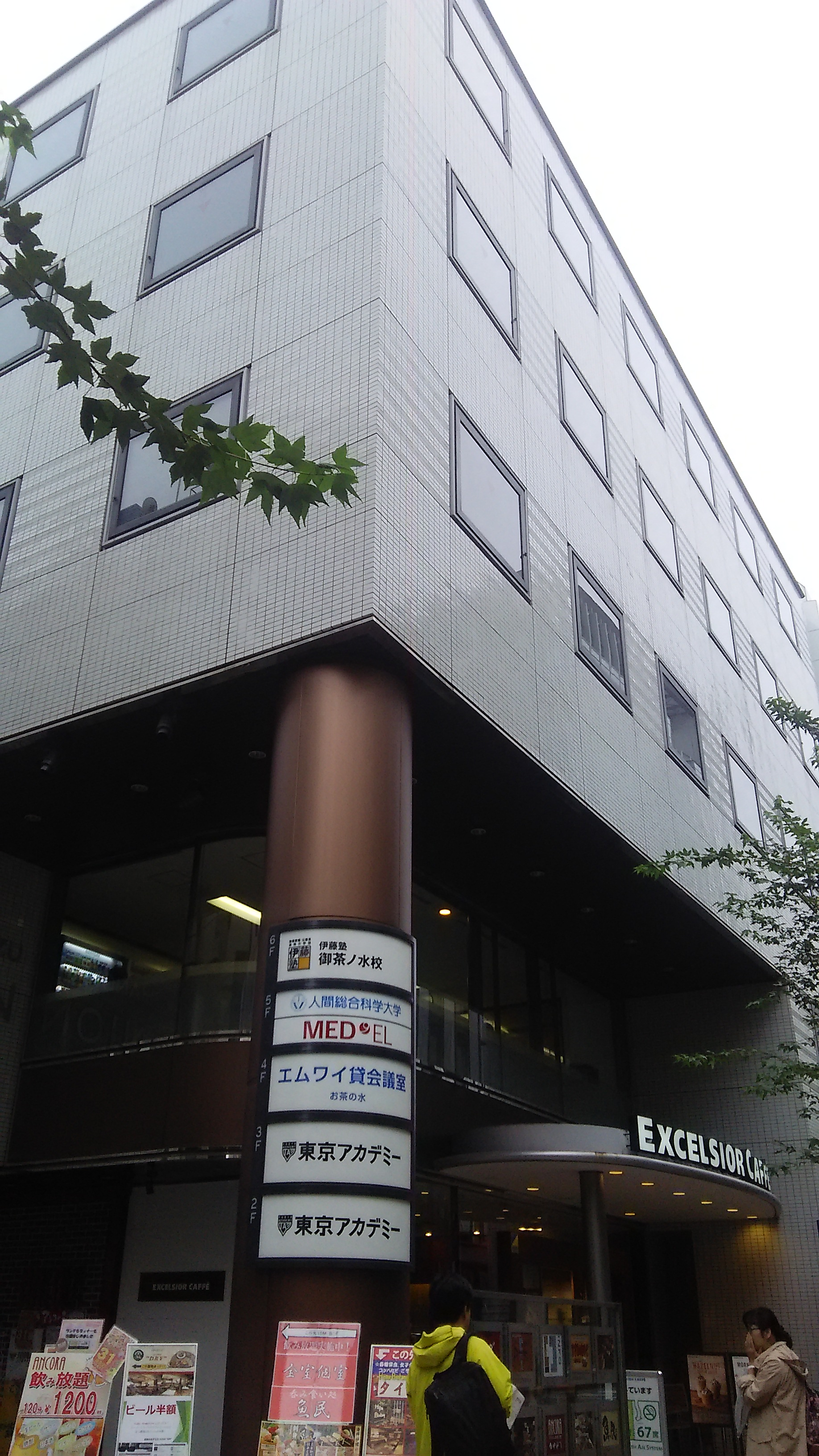
東京サテライトが入居しているお茶の水ユニオンビル（千代田区神田駿河台）

現在、蓮田キャンパス、岩槻キャンパス、東京サテライト（御茶ノ水）の3つのキャンパスがある。なお、蓮田と岩槻の両キャンパスは同じさいたま市岩槻区にある。
- 蓮田キャンパス
  - 人間科学部人間科学科（現、心身健康科学科）と健康栄養学科が使用する。
  - 所在地 - 〒330-8539 埼玉県さいたま市岩槻区馬込1288
  - アクセス - 蓮田駅（JR東日本宇都宮線）から徒歩13分。
- 岩槻キャンパス
  - 保健医療学部が使用する。また、姉妹校の早稲田医療技術専門学校も同所在地にある。
  - 所在地 - 埼玉県さいたま市岩槻区大字太田字新正寺曲輪354-3
  - アクセス - 朝日バス「国立東埼玉病院」下車すぐ。
- 東京サテライト
  - 主に人間科学部人間科学科（現、心身健康科学科）の通信教育（スクーリング）や公開講座などの場として使用される。ラウンジ、パソコンコーナー、講義室などがある。
  - 所在地 - 東京都千代田区神田駿河台2-1-20 お茶の水ユニオンビル5階
  - アクセス - 御茶ノ水駅（JR東日本中央線快速・中央・総武緩行線・東京メトロ丸ノ内線）から徒歩2分。

## 学生生活

### カリキュラム
- 人間科学部人間科学科（現、心身健康科学科）
  - 同学科は通信教育課程（通信制）であり、インターネットを利用した講義、単位認定試験が実施されている。スクーリングは本学、東京、大阪でも実施され、東京サテライトでは夜間スクーリングも実施されている。
  - 2008年度文部科学省学校基本調査では、全国の通信制大学の平均卒業率は約14%であるが、同学科は約70%と高い。卒業には卒業研究（論文）の提出が必須とされている。
  - 教職員による「担任制」を実施している。
  - 放送大学（通信制専門大学）との単位相互を実施している。
- 人間科学部健康栄養学科
  - 通学制である。
  - 卒業時に栄養士資格及び管理栄養士国家試験受験資格（実務経験免除）が取得できる、管理栄養士養成施設である。
  - 社会人特別選抜があり、3年以上の職務経験があれば利用できる。

### 学園祭
- 人間総合科学大学学園祭「Human Festival」
  - 毎年10月に蓮田、岩槻両キャンパスの合同で開催されている。

### アート・ギャラリー
- 本学キャンパスには中島由夫の作品（絵画、オブジェ）が数多く展示されている。これは、「教育と芸術の融合」をテーマの一つにしているためであり、2010年には「YOSHIO NAKAJIMA ARTS in University of Human Arts and Sciences」を発行している[4]。
- 主な作品 - 「サンセット サンライズ」「グリーンサン」「もうひとつの太陽」「白夜」「白夜A」「白夜B」「白夜C」「北国の春」「太陽の光」「光の花」「地上からの愛」など。

## 大学関係者と組織

### 主な教職員
- 青木清（生命倫理学）- 元上智大学理工学部教授、元日本生命倫理学会理事長
- 加藤尚武（環境倫理学）- 京都大学名誉教授、公立鳥取環境大学名誉学長
- 藤田紘一郎（免疫学）- 東京医科歯科大学名誉教授
- 筒井末春 - 東邦大学名誉教授
- 佐藤慎一郎（理学療法学 スポーツ科学）- 人間総合科学大学教授
- 吉田一也（理学療法学 医学）- 人間総合科学大学教授
- 時光一郎（食品健康科学 農学 医学）- 人間総合科学大学教授

### 主な元教員
- 佐藤昭夫（生理学） - 人間総合科学大学副学長、同大学院研究科研究部長、元東京都老人総合研究所副所長
- 植島啓司（宗教人類学） - 元同大学教授、元関西大学教授
- 富田浩（理学療法学）- 元同大学教授

### 主な卒業生
- 岩槻秀明（科学ライター、気象予報士）
- 三浦純子（女優、声優）
- 山口由美子（JOC-日本オリンピック委員会、サッカー女子 トレーナー）
- 高橋慶治（臨床心理士、立命館大学教授）
- 枝光聖人（心身健康倶楽部、代表取締役）
- 小柳弐魄（均整師・鍼灸師、均整学園学園長）
- 中安紀子（PMDD当事者カウンセラー、認定心理士）
- 吉田友一（俳優、鍼灸師）

### 同窓会
- 2004年に「人間総合科学大学同窓会（UHAS Net）」として設立された。
- 会費は入会金1000円、年会費2000円である（2013年時点）。
- 現在は支部制度は廃止し、全国を１つとして本部として活動している

## 対外関係

### 系列校（姉妹校）
- 学校法人早稲田医療学園の系列校
  - 早稲田医療技術専門学校
  - 東京健康科学大学ベトナム
  - 東京健康科学大学ベトナム付属久住病院

### 主な国内提携校
国内の専門学校と提携を結び、同大学の通信教育施設を利用した学士号取得教育などを行っている。いわゆる、「ダブルスクール（大学併修制度）」である。
- 大阪保健福祉専門学校
- 平成リハビリテーション専門学校
- 兵庫柔整専門学校
- 山口コ・メディカル学院
- 土佐リハビリテーションカレッジ
- 高知リハビリテーション学院
- 龍馬看護ふくし専門学校
- 医療福祉専門学校緑生館
- メディカル・カレッジ青照館

### 海外提携校（学術提携）
- カルフォルニア州立大学ロングビーチ校（アメリカ合衆国）
- 南カルフォルニア健康大学（アメリカ合衆国）
- 北京中医薬大学（中華人民共和国）
- ハイズオン医療技術大学（ベトナム）
- ブラハー大学（タイ王国）

### 学会
- 下記、学会本部・事務局が同大学に設置されている。
  - 日本心身健康科学会

### コンソーシアム
- 埼玉県には、西部地域にキャンパスを有する8の大学によって構成されている「彩の国大学コンソーシアム」（大学間協定）があるが、同大学は"未加盟校"である（2023年時点）。

### 大学間連携
- 「宇都宮大学農学部附属農場における食農教育実習」プロジェクト（宇都宮大学）

### 産官学連携
- 「若者の視点で見た街づくり」プロジェクト（蓮田市）
- 「農作業・もち加工体験　吉川市４Hクラブとの交流活動」プロジェクト（吉川市、春日部農林振興センター、吉川市４Hクラブ）